# Seo In-young
Seo In Young (en hangul, 서인영; en hanja, 徐寅永; Seúl, 3 de septiembre de 1984) más conocida como Elly, es una cantante, diseñadora de moda y actriz. Seo nació en Seúl y desde su infancia le gusta cantar y bailar. Fue miembro del grupo de chicas Jewerly y  apareció en el programa We Got Married junto con Crown J. En mayo de 2012, estableció su propia empresa de entretenimiento privada, IY Company. Seo también presentó el programa de belleza Star Beauty Show (2012).

## Carrera

### 2002─2006: Jewerly
A los diecisiete años, Seo iba a ser actriz, pero en 2002, cuando era estudiante de secundaria, hizo su debut en el grupo Jewerly. Cuando hizo su debut, el padre de Seo no estaba contento, pero ella dijo que estaba feliz en cuanto subió al escenario. En 2002, Seo comenzó a trabajar en el álbum, Again del grupo como una nueva integrante. La presencia de Seo era casi desconocida en el grupo e incluso cuando Jewerly aumentó su popularidad con su tercer álbum. Sin embargo, el sencillo, «Super Star» del álbum con el mismo nombre y publicado el 15 de agosto de 2005, obtuvo el primer lugar en cinco años después de debutar con Jewerly. Anteriormente, Seo tenía un concepto tierno y brillante, pero con el lanzamiento de Super Star, se convirtió en sexy e intensa. Seo comenzó a ganar popularidad en esa época y poco a poco las miembros del grupo, Lee Ji Hyun y Cho Min Ae se retiraron y se dedicaron a actividades solistas.

### 2007─2011: Debut como solista
El 26 de febrero de 2007, debutó como solista con su primer álbum Elly Is so HOT. Después de trabajar en la canción «I Want You» en 2008, Seo regresó con su grupo para el lanzamiento de Kitchi Island. Ella publicó su segundo álbum Cinderella y su sencillo se posicionó en el primer lugar de varias listas. En 2009, abandonó Jewerly. Al siguiente año, publicó su segundo miniálbum, Lov-Elly. El 12 de diciembre de 2010, Seo In-young lanzó su primer álbum sencillo, Ellythm. Incluye el sencillo principal Into The Rhythm.  A principios de 2011, estuvo involucrada en actividades de moda como Baby Pet Shop, diseñando bolsos de edición limitada llamada 'Nine Ricci x Seo In-young'. El 13 de noviembre de 2011, la cantante lanzó oficialmente su tercer álbum, Brand New Elly, con el sencillo principal Oh My Gosh .

### 2012─2015: Estableció su propia empresa IY Company,ANYMORE,Let's Dance,Forever YoungandLove Me
En 2012, se fue de Star Empire luego de diez años y fundó su propia compañía.El 18 de mayo, Seo establecería su propia empresa de entretenimiento privada, IY Company. El 13 de agosto de 2012, Seo In-young se convirtió en el MC principal del programa de belleza Star Beauty Show. El 13 de agosto de 2012, se lanzó un adelanto del vídeo musical del sencillo digital de Seo In-young, ANYMORE . Más tarde se reveló que la canción fue producida por el popular productor Kush. El sencillo fue lanzado oficialmente el 19 de agosto de 2012. El 15 de octubre de 2012, Seo In-young reveló un adelanto del vídeo musical de Let's Dance . La canción, que fue lanzada digitalmente el 17 de octubre de 2012, es una pista de baile que combina elementos de música disco electrónica y post disco. El 18 de octubre de 2012, Seo In-young subió al escenario y comenzó las promociones en M! Countdown, donde interpretó ANYMORE y Let's Dance.
A principios de 2013, Seo In-young se convirtió en entrenador de voz principal de Voice Korea Kids , un spin-off de The Voice of Korea . El programa se emitió del 4 de enero de 2013 al 1 de febrero de 2013. El 14 de mayo de 2013, Seo In-young lanzó su primer miniálbum en dos años, titulado Forever Young . El álbum se considera el regreso de Seo In-young a las baladas y contiene el sencillo promocional "Let's Break Up". El 23 de septiembre de 2013, se anunció que Seo In-young regresaría a la escena musical con un sencillo digital titulado "Love Me". 

### 2016─presente: Regreso a Star Empire Entertainment
Seo in Young regresó a Star Empire después de 4 años, afirmando que fue un "movimiento de lealtad". 

## Vida personal
Seo In Young nació en Seúl, Corea del Sur, en 1984. El padre de In Young era conservador, pero su madre decía que ella era parecía a él. Seo tiene una hermana menor llamada Seo Hae Young y anteriormente estudió arte. In Young comenzó a ser modelo de revistas a los 13 años, a los 17 apareció en School Story de EBS. 
Seo también dijo que sus modelos a seguir eran Madonna y Christina Aguilera. 
En diciembre de 2022 la agencia de Seo anunció la boda de esta programada para el 26 de febrero del año siguiente, con un hombre de negocios ajeno al mundo del espectáculo. En septiembre de 2023 la pareja atravesaba un periodo de crisis y se publicó que él había presentado una demanda de divorcio.

## Filmografía

### Programas de televisión
| Año                    | Programa        | Notas                                               |
| ---------------------- | --------------- | --------------------------------------------------- |
| 2011, 2013, 2015, 2016 | Hello Counselor | 4 episodios (ep. #46, 130, 229, 300) - invitada     |
| 2016                   | Battle Trip     | 2 episodios (ep. #25-26) - participó con Lee Ji-hye |